# Nadzab
La aldea de Nadzab se encuentra en el valle de Markham, en la provincia de Morobe, Papúa Nueva Guinea, en la Carretera de las Tierras Altas. El aeropuerto de Nadzab está situado al este de la aldea de Nadzab y fue el lugar donde ocurrió el único asalto paracaidista aliado en Nueva Guinea el 5 de septiembre de 1943.

## Historia

### Colonia alemana
En aproximadamente 1910 la estación de la misión luterana de Gabmatsung/Gabmazung fue establecida en Nadzab. Se estableció un aeródromo para el uso de pequeños aviones hasta el estallido de la Guerra del Pacífico cuando se convirtió en un exceso de hierba densa kunai.

### Segunda Guerra Mundial

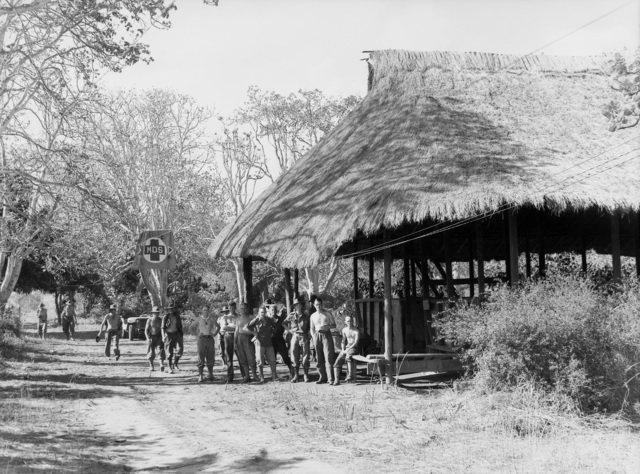
El Centro de Admisión de la 2/4.ª Australian Field Ambulance

Entre abril de 1943 y julio de 1943, la Sección Geográfica Aliada de la Zona del Pacífico Sudoccidental (comando) realizó un reconocimiento después de la invasión japonesa. El despliegue de Nadzab fue el primer salto del paracaídas del 503.º Regimiento Aerotransportado el 5 de septiembre de 1943. En conjunción con el desembarco anfibio al este de Malahang, debía ser el comienzo de la liberación de Lae de la ocupación japonesa.
Después del despliegue, la 503.ª Compañía de la Jefatura se estableció en la aldea de Gabonkek y durante ese tiempo adquirieron el logotipo de un gato montés como insignia oficial, hasta la batalla de Filipinas cuando la insignia fue cambiada al parche de la "roca", el apodo de la compañía.
El 19 de septiembre de 1943, la Misión Luterana de Gabmatsung se convirtió en la 2/4.ª estación de vestuario principal de la Australian Field Ambulance para la 7.ª División Australiana. El Ejército de los Estados Unidos estableció un cementerio utilizado a lo largo de la guerra. Todos los enterrados fueron posteriormente exhumados y transportados a los Estados Unidos o el Cementerio Americano de Manila.

### Pulverización aérea
En 1992, la Junta de Revisión de Veteranos de Australia estudió evidencias de que fumigación aérea con DDT químico y bombas de Piretro pudieron haber sido utilizadas en Nadzab y sus alrededores en noviembre de 1944. La Unidad Número 9 de Abastecimiento Local de la RAAF localizada en Lae, pulverizó en un lugar no especificado en marzo de 1945. Las unidades del Servicio Aéreo del Ejército de los Estados Unidos en Nadzab realizaron experimentos de pulverización de aire de DDT localmente hasta al menos noviembre de 1944, hasta aproximadamente abril de 1945.